# یوآی‌پت
یوآی‌پت (انگلیسی: UiPath) شرکت فناوری اطلاعات آمریکایی است، که در سال ۲۰۰۵ تأسیس شد.